# Iglesias Instituidas en África
Las Iglesias Instituidas de África (en inglés: African Instituted Churches), son conocidas igualmente como Iglesias Africanas Independientes, (African Independent Churches), Iglesias Indígenas Africanas (African Indigenous Churches) o Iglesias Iniciadas en África (African Initiated Churches), aunque la abreviatura "AIC" abarca a todos estos nombres.
Estas iglesias cristianas se caracterizan por acoger una doctrina copta o protestante, pero no por eso pueden ser consideradas iglesias protestantes, y tampoco tiene un carácter independiente frente a los movimientos misioneros que le dieron origen.
Se encuentran ubicadas en la zona subsahariana del continente Africano.

## Clasificación y características

### Iglesias coptas
Históricamente estas iglesias se formaron debido a la separación del Patriarcado de Alejandría (451) del resto del cristianismo primitivo que era controlado entonces por las iglesias de origen heleno. La ruptura supuso la constitución de la Iglesia Copta, que separó a Egipto del resto del cristianismo. Los misioneros de esta iglesia evangelizaron Sudán, Etiopía y Eritrea. Con la implantación del Islam en África esta Iglesia fue perdiendo fieles hasta prácticamente desaparecer de Sudán. La expansión del Islam también redujo a los coptos de su natal Egipto solo al 10 %. En Etiopía y Eritrea se consiguió resistir el embate musulmán lo suficiente como para que el cristianismo copto no deje de ser la religión predominante en estos países. Durante la primera mitad del siglo 20, en Etiopía surge un movimiento profético que anuncia que África sería liberada por Ras Tafari manon (posteriormente Haile Selas, también conocido como Rastafari), ubicandolo en el lugar de mesias. Surgieron así una serie de Iglesias que conforman el Movimiento rastafari. Aparte de estas Iglesias, actualmente la Iglesia Copta está compuesta por tres iglesias: la Iglesia copta de Alejandría, la Iglesia copta Etíope y la Iglesia copta Eritrea.

### Iglesias zionicas
La Iglesia Cristiana Zion, se encuentra principalmente en el sur de África, remonta sus orígenes a la Iglesia Católica Apostólica Cristiana en Sion, fundada por John Alexander Dowie, con sede en la ciudad de Zion, cerca de Chicago en los EE. UU. A principios de la década de 1900 misioneros sionistas de los EE.UU establecieron congregaciones en Sudáfrica, haciendo hincapié en la sanidad divina, la abstención del consumo de carne de cerdo, y el uso de ropas blancas.
Los misioneros sionistas fueron seguidos por pequeños grupos pentecostales, cuya enseñanza se concentró en los dones espirituales y el bautismo en el Espíritu Santo, incluyendo el Don de lenguas como evidencia del mismo. De este movimiento surgió la Misión de Fe Apostólica predominantemente caucásica, que hizo hincapié en la enseñanza pentecostal, mientras que los sionistas afrodescendientes conservaron gran parte de la tradición sionista original. Los sionistas se encuentran divididos en varias denominaciones diferentes, por el rápido crecimiento del movimiento secesionistas. A raíz de una división en el movimiento sionista en EE.UU, pocos misioneros llegaron a África del Sur después de 1908, por lo que el desarrollo y crecimiento de este movimiento en el sur de África fue resultado del liderazgo e iniciativa afrodescendiente. Con el tiempo, algunos grupos sionistas comenzaron a mezclar aspectos de las tradiciones africanas, creencias como la veneración de los ancestros con la doctrina cristiana. Muchos sionistas se han enfocado en la fe en la sanidad y la revelación, y en muchas congregaciones el líder es visto como un profeta.

### Iglesias mesiánicas
Las denominadas iglesias mesiánicas se centran en el poder y la santidad de sus líderes, sus seguidores consideran que los líderes llegan a poseer las características de Cristo.
Denominaciones que han sido descritas como mesiánicas incluyen la Iglesia kimbanguista en la República Democrática del Congo, la Iglesia Bautista de Nazaret de Isaías Shembe en KwaZulu-Natal, Sudáfrica, y la Iglesia Cristiana Sion, con sede en la provincia de  Limpopo, Sudáfrica.

### Iglesias apostólicas
Algunas denominaciones, que se hacen llamar "iglesias apostólicas", son similares a las congregaciones sionistas, pero a menudo ponen más énfasis en la formación teológica formal.

### Iglesias pentecostales o Aladuras
Las Iglesias Pentecostales,(Aladuras) surgieron en Nigeria. Se basan en el poder de la oración y en todos los efectos y manifestaciones del bautismo del Espíritu Santo. Algunos ejemplos típicos actuales de este tipo de iglesias son: Iglesia Apostólica de Cristo, querubines y serafines, y la Iglesia del Señor (Aladura).

#### Historia
El primer movimiento se inició en Ijebu-Ode, Nigeria en 1918 por Sofía Odunlami, maestra de escuela, y José Sadare, un orfebre, ambos asistentes de la Iglesia Anglicana San Salvador; rechazaron el bautismo infantil y todas las formas de la medicina, ya sea occidental o tradicional, en consecuencia, se inició la "Oración Band", popularmente llamado "Egbe aladura", por esta razón Sadare se vio obligado a abandonar su cargo en el Sínodo y otros fueron forzados a renunciar a sus puestos de trabajo y retirar a sus hijos de la Escuela Anglicana. 
En 1918, durante la Pandemia de gripe y en busca de la verdadera espiritualidad un grupo perteneciente a Aladura y lleno del  Espíritu Santo usó la oración en procura de salvar muchas vidas afectadas por la epidemia de influenza, esto consolidó la formación del grupo de oración, siendo nombrado inicialmente como Piedras Preciosas y más tarde Diamond Society. Para 1920, La Sociedad Diamante había crecido enormemente y había comenzado a extenderse en la región occidental de Nigeria, posteriormente fue David Odubanjo quien lo extendió a Lagos, durante este periodo estos grupos hicieron hincapié en la sanidad divina, La santidad, y la suficiencia de Dios, que forman las tres creencias fundamentales de la Iglesia hasta el día de hoy, por esta razón, un grupo se asoció con el Tabernáculo de la Fe de Filadelfia y cambió su nombre a Tabernáculo de la Fe de Nigeria.
En julio de 1930 debido a la resurrección de una persona por el Apóstol José Ayo Babalola en Oke-Oye Ilesa, el movimiento revivió, las personas acudieron en multitud a Ilesa de las vecinas ciudades y países para recibir sanidad, varias personas fueron sanadas por el poder de la oración y evidencias del bautismo del Espíritu Santo; este avivamiento duró unos 60 días y todavía está considerado como el más grande avivamiento nunca visto en Nigeria. El Tabernáculo de la Fe de Nigeria invitó a la Iglesia Apostólica de Inglaterra en 1931 para formar una asociación que duró hasta 1939, tomando inicialmente el nombre de grupo Revival pasando por varios cambios de nombre hasta que, después de 24 años de su formación, finalmente adoptó el nombre de, Iglesia Apostólica de Cristo (CAC) en 1942. Hoy en día, el CAC se ha propagado en todo el mundo y, definitivamente, es el precursor de las iglesias pentecostales en Nigeria, además, la Iglesia ha establecido varias escuelas en todos los niveles, incluido la Universidad José Ayo Babalola.

## Iglesias miembros de esta familia

### Miembros delConsejo Mundial de IglesiasCMI
- Iglesia y Escuelas Cristianas Africanas
- Iglesia Africana del Espíritu Santo
- Iglesia Africana de Israel, Nínive
- Iglesia Harrista
- Iglesia de Cristo - Luz del Espíritu Santo
- Iglesia de Jesucristo en la Tierra por su Enviado Especial Simon Kimbangu
- Iglesia del Señor (Aladura) en el mundo
- Iglesia Bautista Autóctona de Camerún